# Európai Szabványügyi Bizottság
Az Európai Szabványügyi Bizottság (franciául: Comité Européen de Normalisation, rövidítéssel: CEN) egy magánkezdeményezésű, nonprofit civilszervezet. Feladatának tekinti, hogy Európa-szerte elismert normák és szabványok elterjesztésével segítse az európai vállalatok és magánszemélyek előtt álló akadályok lebontását.

## Történet és tevékenység
A CEN-t 1961-ben alapították. A 13 alapító állam úgy gondolta, hogy az erős és egységes belső európai piac egyik alappillére az egységes európai szabványok meghonosítása valamennyi országban. A CEN ma már több mint 60 000 műszaki szakember, üzletebmer és civilszervezet segítségével egy 480 millió főt egyesítő piac szabványainak egységesítéséért dolgozik. A CEN szatellitszervezeteket hozott létre a kiemelten fontos szektorok szabványainak egységesítésére. A telekommunikációs szabványokat az ETSI gondozza, míg egyéb elektrotechnikai téren a CENELEC tevékenykedik. A szervezet közreműködik a szabadkereskedelem akadályainak lebontásában, a munkabiztonsági előírások terjesztésében környezetvédelemben és propagálja a nemzeti hálózatok (pl vasút) egymás közötti átjárhatóságát.

## Tagállamok
A szervezetben az Európai Unió és az EFTA tagállamai mellett az uniós tagságra várakozó államok, illetve az európai gazdasági térséghez kötődő országok is jelen vannak.
 Európai Unió

 Svájc

 Izland

 Norvégia
Társulni kívánó országok:

 Albánia

 Észak-Macedónia

 Törökország
Együttműködő nemzeti szabványügyi hivatalok:

 Ausztrália

 Bosznia-Hercegovina

 Egyiptom

 Moldova

 Oroszország

 Szerbia

 Tunézia

 Ukrajna